# Steineridora adriatica
Steineridora adriatica är en rundmaskart som först beskrevs av Daday 1901.  Steineridora adriatica ingår i släktet Steineridora och familjen Chromadoridae. Inga underarter finns listade i Catalogue of Life.